# Airco DH.9A
Airco DH.9A là một loại máy bay ném bom hạng nhẹ một động cơ của Anh, được thiết kế chế tạo ngay trước khi Chiến tranh thế giới I kết thúc.

## Biến thể

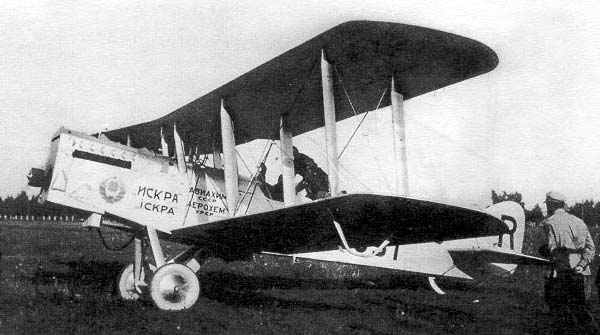
Polikarpov R-1

- Airco DH.9A:
- de Havilland DH.9AJ:
- de Havilland DH.9R:
- Airco DH.15 Gazelle:
- Airco DH.16:
- de Havilland DH-49
- Engineering Division USD-9A:
- Engineering Division USD-9B:
- Armstrong Whitworth Tadpole
- Westland Walrus

- Polikarpov R-1 và R-2
- Polikarpov R-1 BMW:
- Polikarpov MR-1:
- Polikarpov PM-2:

## Quốc gia sử dụng
Afghanistan
- Không quân Afghanistan

 Úc
- Không quân Hoàng gia Australia

 Canada
- Không quân Canada (1918-1920)
- Không quân Hoàng gia Canada

 Iran
- Không quân Đế quốc Iran

 Latvia
- Không quân Latvia

 Mông Cổ
- Không quân Nhân dân Mông Cổ: Polikarpov R-1 và R-2

 Thụy Sĩ
- Không quân Thụy Sĩ

 Anh Quốc
- Không quân Hoàng gia[1]

 Hoa Kỳ
- Thủy quân Lục chiến Hoa Kỳ

 Liên Xô
- Không quân Liên Xô: Polikarpov R-1 và R-2

## Tính năng kỹ chiến thuật (DH.9A)
Dữ liệu lấy từ The British Bomber since 1914
Đặc điểm tổng quát
- Kíp lái: 2
- Chiều dài: 30 ft 3 in (9,22 m)
- Sải cánh: 45 ft 11¾ in (14,02 m)
- Chiều cao: 11 ft 4 in (3,46 m)
- Diện tích cánh: 486,75 ft² (45,2 m²)
- Trọng lượng rỗng: 2.800 lb (1.272 kg)
- Trọng lượng cất cánh tối đa: 4.645 lb (2.111 kg)
- Động cơ: 1 × Liberty 12A kiểu động cơ piston V-12, 400 hp (298 kW)

 Hiệu suất bay 
- Vận tốc cực đại: 123 mph (198 km/h)
- Trần bay: 16.750 ft (5.110 m)
- Thời gian bay: 5¼ h
- Lên độ cao10.000 ft: 15 phút 45 giây

Trang bị vũ khí

- Súng máy Vickers
- 1 hoặc 2 súng máy Lewis
- 740 lb (336 kg) bom